# James Humphrey (Politiker)

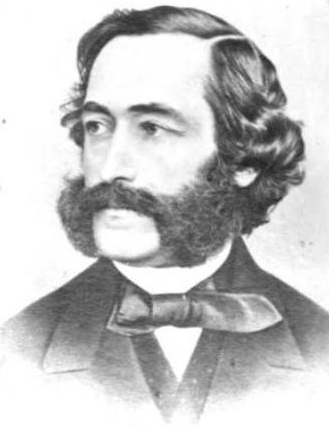
Porträt von James Humphrey (1866)

James Humphrey (* 9. Oktober 1811 in Fairfield, Connecticut; † 16. Juni 1866 in Brooklyn, New York) war ein US-amerikanischer Jurist und Politiker. Er vertrat zwischen 1859 und 1861 sowie in den Jahren 1865 und 1866 den Bundesstaat New York im US-Repräsentantenhaus.

## Werdegang
James Humphrey wurde ungefähr neun Monate vor dem Ausbruch des Britisch-Amerikanischen Krieges in Fairfield geboren. Er studierte klassische Altertumswissenschaften und graduierte 1831 am Amherst College in Massachusetts. Humphrey studierte danach Jura und begann nach dem Erhalt seiner Zulassung als Anwalt zu praktizieren. 1837 zog er nach Louisville (Kentucky) und ein Jahr später nach Brooklyn. Politisch gehörte er der Republikanischen Partei an.
Bei den Kongresswahlen des Jahres 1858 wurde er im zweiten Wahlbezirk von New York in das US-Repräsentantenhaus in Washington, D.C. gewählt, wo er am 4. März 1859 die Nachfolge von George Taylor antrat. Er erlitt bei seiner Wiederwahlkandidatur im Jahr 1860 eine Niederlage und schied nach dem 3. März 1861 aus dem Kongress aus. Ungefähr ein Monat nach dem Ende seiner Amtszeit brach der Bürgerkrieg aus. Humphrey kandidierte im Jahr 1862 erneut um einen Kongresssitz, unterlag allerdings bei der Wahl dem Demokraten Martin Kalbfleisch. Bei seiner vierten Kandidatur im Jahr 1864 wählte man ihn im dritten Wahlbezirk von New York in das US-Repräsentantenhaus, wo er am 4. März 1865 die Nachfolge von Moses F. Odell antrat. Humphrey verstarb am 16. Juni 1866 in Brooklyn und wurde dann auf dem Green-Wood Cemetery beigesetzt. Während seiner Zeit als Kongressabgeordneter hatte er den Vorsitz über das Committee on Expenditures in the Department of the Navy und war ein Mitglied im Committee on Foreign Affairs (39. Kongress).